# Joutsenlampi (sjö, lat 66,52, long 28,55)
Joutsenlampi är en sjö i Finland. Den ligger i kommunen Salla i landskapet Lappland, i den norra delen av landet, 700 km norr om huvudstaden Helsingfors. Joutsenlampi ligger 248 meter över havet. Arean är 73,2 hektar och strandlinjen är 11,39 kilometer lång. Sjön  ingår i Koundaälvens huvudavrinningsområde. 